# François Burkhardt
François Burkhardt (Winterthur, 1936) è un architetto e docente svizzero.

## Pubblicazioni
- François Burkhardt (a cura di), Cibi e riti. Atti del Seminario di progettazione svoltosi all'IDZ di Berlino, Omegna, Alessi, 1982, SBN SBL0610133.
- François Burkhardt, Claude Eveno and Boris Podrecca (a cura di), Joze Plecnik architect, 1872-1957, Cambridge, Mass.; London, MIT Press, 1989, SBN VEA0058390.
- Das neue Design. Vom experimentellen Gestalten des einzelnen Objekts zur Schaffung künstlerischer Umwelten, Monaco di Baviera, Wilhelm Fink, 1994.
- Marco Zanuso, collana Design, Milano, F. Motta, 1994, SBN MIL0234458.
- Linde e François Burkhardt (a cura di), Urbanes design, 1968-2018. Gestaltung für den Öffentlichen Raum, Berlino, Delta Keller, 2019.
- Dall'unità alle diversità. Scritti su architettura, design, arte e artigianato, Mantova, Corraini, 2023, SBN CAG2149578.

## Onorificenze e premi
Nel 1998 ha ricevuto in premio il Distintivo onorario della libertà della Repubblica di Slovenia con la seguente motivazione: "per i suoi meriti nel presentare le opere dell'architetto Jože Plečnik sulla scena culturale mondiale e quindi per il suo contributo al riconoscimento della creatività slovena".